# Glenophisis
Glenophisis is een geslacht van rechtvleugeligen uit de familie sabelsprinkhanen (Tettigoniidae). De wetenschappelijke naam van dit geslacht is voor het eerst geldig gepubliceerd in 1926 door Karny.

## Soorten
Het geslacht Glenophisis omvat de volgende soorten:
- Glenophisis borneo Gorochov, 2007
- Glenophisis callaina Gorochov, 1998
- Glenophisis pretiosa Karny, 1926
- Glenophisis singapura Tan, 2012
- Glenophisis sumatranus Kästner, 1933